# Galiella rufa
A Galiella rufa é uma espécie de fungo da família Sarcosomataceae. Produz ascomas em forma de copo com uma textura de borracha gelatinosa e resistente, apresentando uma superfície externa áspera, de cor marrom-escura a preta, semelhante a feltro, e uma superfície interna lisa, de tom marrom-avermelhado.
Encontrada no leste e no centro-oeste da América do Norte, bem como na Malásia, os ascomas geralmente crescem em grupos sobre ramos e partes expostas de madeira enterrada. Embora considerada não comestível por guias de campo de cogumelos da América do Norte, a espécie é amplamente consumida na Malásia. Além disso, produz diversos produtos naturais.

## Taxonomia
A espécie foi originalmente descrita como Bulgaria rufa em 1832 por Lewis David de Schweinitz, com base em material coletado em Bethlehem, Pensilvânia. Em 1913, Pier Andrea Saccardo transferiu-a para o gênero Gloeocalyx, conforme definido por George Edward Massee em 1901 (um gênero agora sinônimo de Plectania), devido aos seus esporos hialinos (translúcidos). Richard P. Korf a estabeleceu como espécie-tipo do novo gênero Galiella em 1957, que inclui espécies bulgarioides (com morfologia semelhante às do gênero Bulgaria) cujos esporos possuem verrugas superficiais feitas de substâncias caloso-pécticas que se tingem com corante azul de metila.
Em 1906, Charles Horton Peck descreveu a variedade magna a partir de material coletado em North Elba, Nova York. Peck destacou que essa variedade diferia da espécie-tipo em vários aspectos: a var. magna crescia entre folhas caídas sob abetos Abies balsamea ou entre musgos no solo, não em madeira enterrada; não possuía um estipe, sendo mais larga e arredondada na base; seu himênio era mais amarelado que o da variedade nominada; e seus esporos eram ligeiramente maiores.
O epíteto específico rufa significa "enferrujado" ou "marrom-avermelhado", referindo-se à cor do himênio.

## Descrição

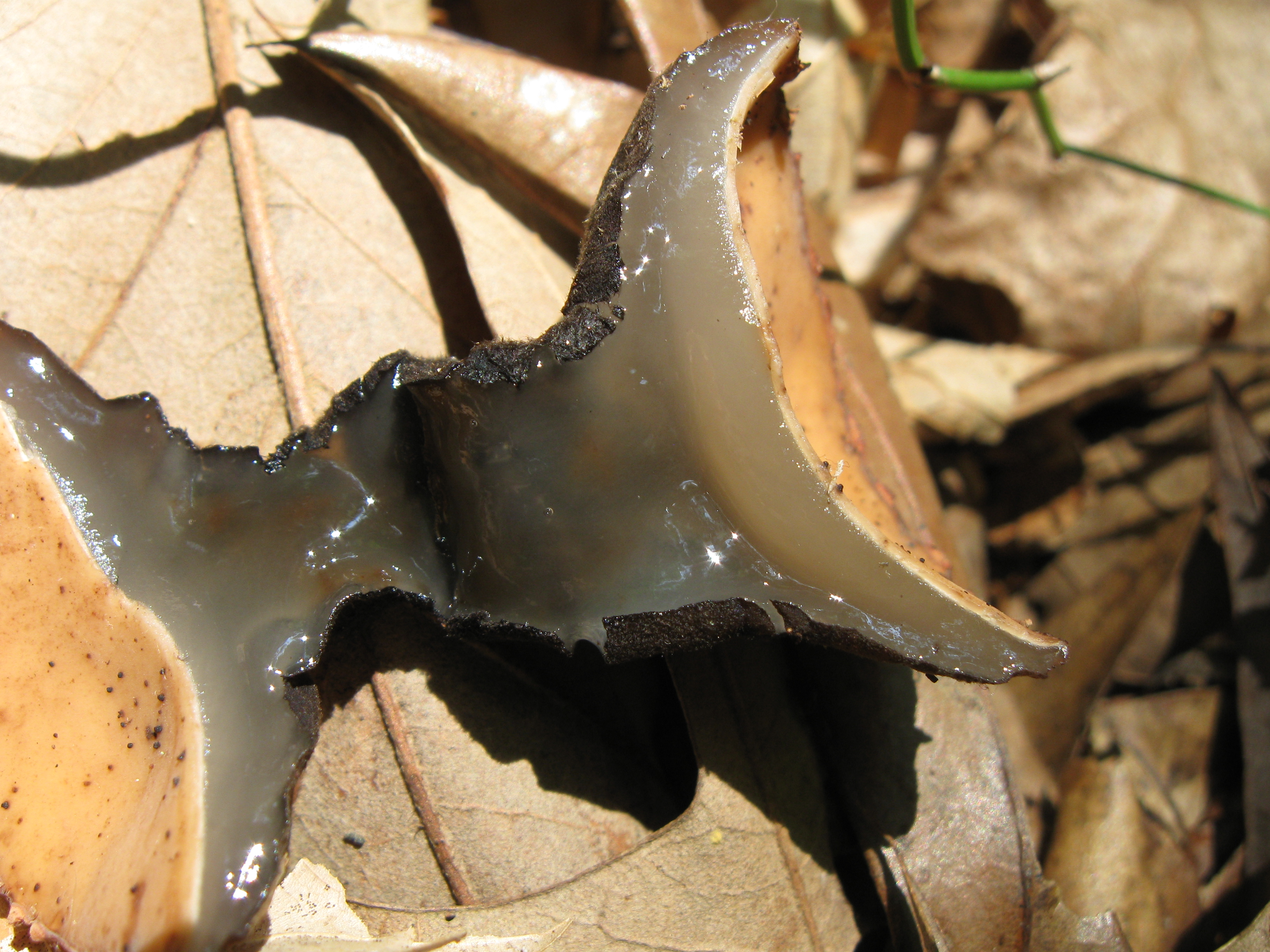
A carne interna é translúcida e gelatinosa.

Os ascomas são inicialmente fechados, com formato aproximadamente esférico a cônico. Posteriormente, abrem-se em forma de copo raso, atingindo diâmetros de 15 a 35 mm. A margem do copo é curvada para dentro e irregularmente dentada, com os dentes de cor mais clara que o himênio. A superfície interna do copo, que contém o himênio (superfície produtora de esporos), varia de marrom-avermelhado a laranja-marrom. A superfície externa é marrom-escura a preta, coberta por pelos de 7 a 8 μm de comprimento, conferindo uma textura feltrada ou peluda. A carne do ascoma não tem sabor ou odor distintos, sendo acinzentada, translúcida, gelatinosa e elástica. O fungo pode apresentar um estipe curto, de até 10 mm de comprimento por 5 mm de largura, embora este esteja ausente em alguns exemplares. Ascomas secos tornam-se coriáceos e enrugados.
Os esporos têm paredes finas, formato elíptico com extremidades estreitas e são cobertos por pequenas verrugas; suas dimensões variam de 10 a 22 por 8 a 10 μm. Tanto os esporos quanto os ascos (células que produzem esporos) não são amiloides. Os ascos são estreitos, geralmente com 275 a 300 μm de comprimento. As paráfises (células estéreis entre os ascos no himênio) são filiformes e delgadas. Estudos ultraestruturais mostram que o desenvolvimento da parede dos esporos em G. rufa é semelhante ao do gênero Discina (família Helvellaceae) e de outros Sarcosomataceae, especialmente Plectania nannfeldtii, ambos com ornamentos finos na parede secundária dos esporos.

### Espécies semelhantes
A espécie semelhante Galiella amurense ocorre no norte da Ásia temperada, onde cresce em madeira apodrecida de espruces, apresentando esporos maiores que os de G. rufa, geralmente de 26 a 41 por 13 a 16 μm. A Bulgaria inquinans tem forma e tamanho similares, mas seu himênio é preto brilhante. A Sarcosoma globosum, encontrada no leste da América do Norte, é preta, tem interior mais úmido que G. rufa e é maior, alcançando até 10 cm de diâmetro. A Wolfina aurantiopsis possui um ascoma mais raso e lenhoso, com superfície interna amarelada.
Espécies de Dissingia e Jafnea podem ser semelhantes em cor, mas não na consistência geral.

## Distribuição e habitat
A Galiella rufa é encontrada no centro-oeste e leste da América do Norte, especificamente em áreas entre Nova York e Minnesota, e Missouri e Carolina do Norte. A espécie também ocorre na Malásia.
É uma espécie saprófita, podendo crescer isoladamente, mas mais comumente em grupos ou cachos sobre ramos e troncos de madeira dura em decomposição. O fungo frutifica no final do verão e no outono. Foi observado que frutifica facilmente em troncos usados para o cultivo do cogumelo shiitake. Os ascomas podem passar despercebidos, pois se camuflam no ambiente.

## Usos
Embora os ascomas sejam geralmente considerados não comestíveis por guias de campo da América do Norte, ou de comestibilidade desconhecida, em partes da Malásia, são comumente consumidos e até vistos como uma iguaria.

### Compostos bioativos
A Galiella rufa produz diversos compostos hexacetídeos estruturalmente relacionados que chamam atenção por suas propriedades biológicas. Os compostos têm atividade antinematicida, matando os nematódeos Caenorhabditis elegans e Meloidogyne incognita. Demonstraram inibir os primeiros passos das vias biossintéticas induzidas por hormônios vegetais conhecidos como ácidos giberélicos, além de inibir a germinação de sementes de várias plantas. Pesquisadores investigam o potencial de inibidores de moléculas pequenas, como os produzidos por G. rufa, para interferir na cascata de sinalização da interleucina-6 que leva à expressão de genes relacionados a doenças.